# 黒羽刑務所

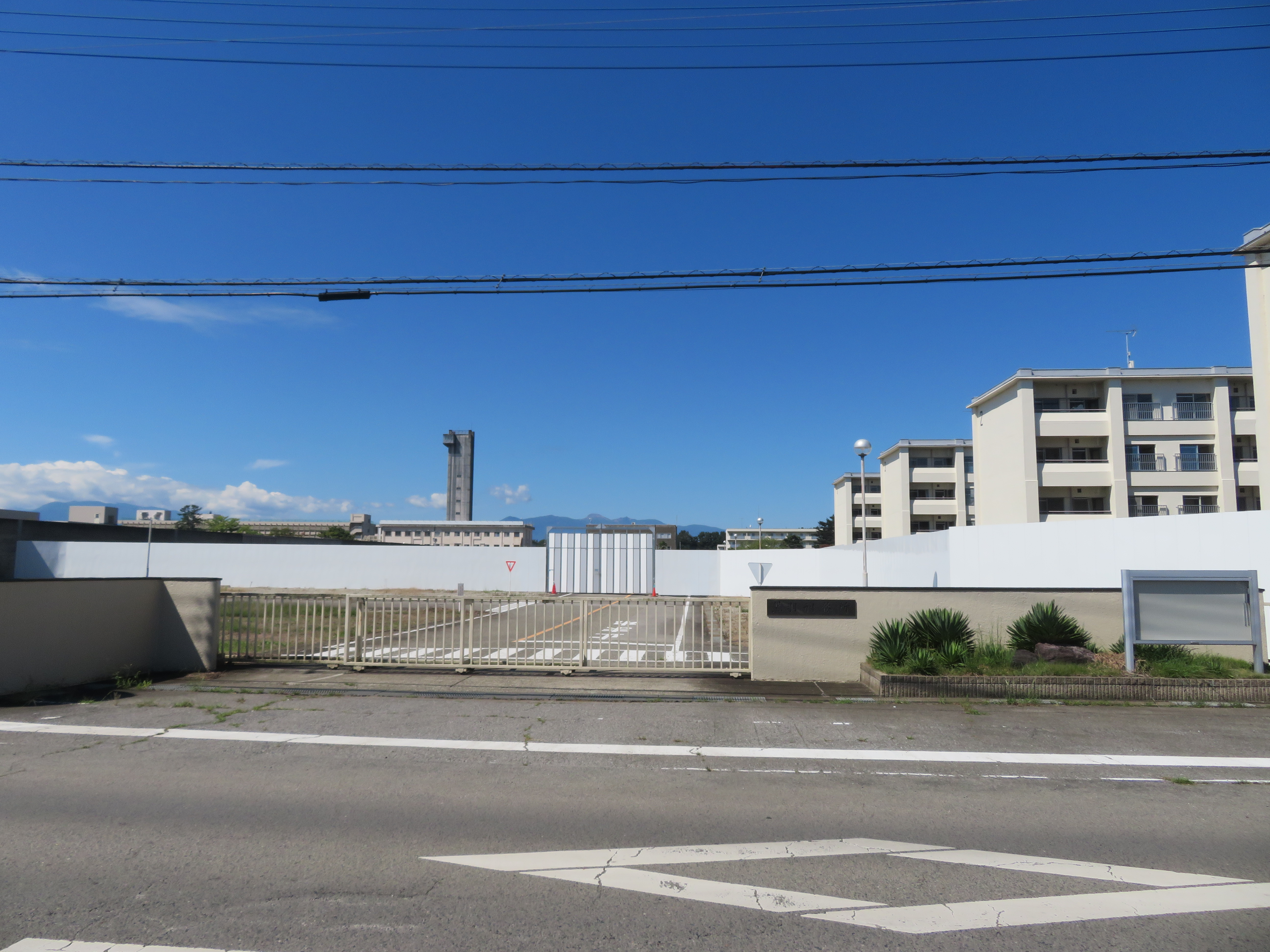
黒羽刑務所跡地

黒羽刑務所（くろばねけいむしょ）は、かつて栃木県大田原市に存在した刑務所。法務省矯正局の東京矯正管区に属する刑事施設だったが、2022年（令和4年）3月31日に閉庁した。

## 所在地
- 栃木県大田原市[注 1]寒井1466-2

## 収容分類級
- I・A・F
  - 禁錮受刑者・初犯で暴力団組織に所属していない短期受刑者・外国人受刑者を収容する男子刑務所である。独居房が多いため、有名人や障害者の服役が多い。

## 収容定員
- 定員は1,780名

2008年末時点で2,037名であり、定員を超す受刑者が収容されていた。それゆえ部屋が足りず、3畳程度しかない独居（1人部屋）に2人ずつ収容や、定員が9人の雑居部屋に最大12人が収容など、過剰収容状態であった。
翌年2009年末（1,744人）には定員を下回り、2011年2月末（1,406人）には定員の80%を下回った。2018年12月時点で858人。2022年3月の閉庁にむけて、受刑者は他の刑務所等へ移送され、2021年10月に収容者はゼロとなった。

## 沿革
本刑務所は、東京都葛飾区小菅にあった小菅刑務所と、栃木県宇都宮市明保野町にあった宇都宮刑務所を統合・移転の上、1971年（昭和46年）に開設されたものである。なお、旧小菅刑務所の歴史には東京拘置所の前身である巣鴨拘置所（巣鴨プリズン）の存在が極めて重要な意味を持つため、巣鴨拘置所の歴史も一部併せて記載する。
- 1872年（明治5年） - 宇都宮城の外郭の旧宇都宮藩藩校修道館跡地（現・東武宇都宮百貨店付近）に宇都宮懲役署設置。
- 1877年（明治10年） - 栃木県下都賀郡栃木町（現・栃木市）に栃木県監獄署が設置されると、栃木県監獄署宇都宮支署に改称
- 1879年（明治12年）- 東京府南葛飾郡小菅村（後の南綾瀬町）に内務省直轄の東京集治監を設置（銀座煉瓦街の煉瓦を焼いた煉瓦製造所を買い上げ、収容者が煉瓦製造に従事した） 。
- 1883年（明治17年） -　栃木県庁が宇都宮に移転されると、増改築ならびに宇都宮監獄署に改称
- 1895年（明治28年） - 巣鴨刑務所の前身の警視庁監獄巣鴨支署が東京府北豊島郡巣鴨村（現・豊島区東池袋）に開設される。
- 1897年（明治30年） - 警視庁監獄巣鴨支署が巣鴨監獄に改称。
- 1900年（明治33年）- 内務省から司法省（現・法務省）の所管に移る。
- 1903年（明治36年）3月 - 東京集治監が小菅監獄に改称。（監獄官制）
- 1922年（大正11年）- 小菅監獄が小菅刑務所に、巣鴨監獄が巣鴨刑務所に、宇都宮監獄署が宇都宮刑務所に改称。
- 1923年（大正12年）9月1日 - 小菅・巣鴨両刑務所、関東大震災で被害を受ける。
- 1929年（昭和4年）：小菅刑務所、新庁舎が落成（蒲原重雄設計。当時の管理棟が現存）。宇都宮刑務所、宇都宮市西原町（現・宇都宮市文化会館）に新築移転。
- 1935年（昭和10年）：巣鴨刑務所が東京府北多摩郡府中町に移転。府中刑務所が開設される。
- 1937年（昭和12年）：巣鴨刑務所跡地に市谷刑務所が移転、東京拘置所が設置される。
- 1945年（昭和20年）：終戦により東京拘置所（巣鴨プリズン）が接収を受けたため、東京拘置所が小菅刑務所内に移転。
- 1958年（昭和33年）：東京拘置所、豊島区（現・サンシャインシティ）に復元される。
- 1971年（昭和46年）3月21日 - 宇都宮刑務所、小菅刑務所を廃止・移転する形で黒羽刑務所が開設。同時に東京拘置所が巣鴨から小菅に移転。
- 2017年（平成29年）12月 - 受刑者数の減少と施設老朽化の影響で廃止する方針を公表[6][7]。
- 2022年（令和4年）3月31日 - 閉庁[8]

## 組織
所長以下、以下の組織があった。
- 総務部（庶務課、用度課、会計課）
- 医務部（保健課、医療課）
- 処遇部（処遇部門、作業部門）
- 分類教育部

なお、喜連川社会復帰促進センター開設に伴い、PFI特区が栃木県内全域に指定されていることから、同センター同様のPFI運営に移行しつつあったが、現状では民間が担当する部署は巡回警備や経理的な部門に限られており、一部にセコムの警備員が配置されている。
処遇については、警備員には警備業法に基づき強制権（刑務所内では戒護権等）が無いので、警備員のみでの連行等は当然無く、他のPFI施設同様に刑務官の支援を行っている。また、建設から30年以上も経過し老朽化した施設をそのまま使用しているが、最新鋭とされる喜連川社会復帰促進センターと一般的な部屋の間取り等が違うという事は無い。

## 設備
- ガラス工芸品、木工、印刷、金属、革工工場、鹿沼ほうき製造工場など

## 特記事項
- 建設機械操作の訓練施設が設置されており、全国の刑務所から受講する受刑者を募り、訓練を実施。必要な知識，技術の習得及び各種資格試験等取得を目指している。しかしながら、職業訓練を受講できるのは予算と施設の関係上毎年10-20人程度に限られている。

### 黒羽矯正展
- 1984年から2019年まで11月23日（勤労感謝の日）に開催しており、一部所内施設の見学（撮影不可）と所内給食の試食（有料）、全国刑務所製品と地元団体（JA・小学校PTA）によるバザーが出店される。上記の鹿沼ほうきは、ここで購入できた。2020年は新型コロナウイルス感染症（COVID-19）拡大防止のため開催中止、2021年は閉庁に向け組織縮小となるため、2019年の第36回が最後となった[9]。

## 著名な受刑者

### 芸能界関係者
- 田代まさし - 2005年3月 - 2008年6月26日在監。
- 清水健太郎[10]
- 西崎義展 - 2003年2月 - 2007年12月19日在監。

### 政治家
- 山本譲司 - 2001年7月 - 2002年8月在監[注 2]。
- 中村喜四郎 - 2003年 - 2004年2月10日在監。

### その他
- 藤本敏夫 - 全日本学生自治会総連合委員長、1972年 - 1974年在監。
- 許永中 - 実業家（イトマン事件）、2005年 - 2012年収監。刑期を残して国際受刑者移送法により大韓民国に移送。
- 宮内亮治 - ライブドア役員、2009年2月 - 2010年1月8日在監。
- 山崎正友 - 創価学会元顧問弁護士、1991年2月 - 1993年4月27日仮出所。10月刑期満了。
- 福永法源 - 宗教団体代表、2008年刑が確定。真面目な刑務所暮らしが評価され刑期短縮で2014年3月仮出所、2015年再び活動を再開[11]。
- 本間龍 - ノンフィクション作家

## 管下施設
- 宇都宮拘置支所（収容定数161人・宇都宮市）
- 大田原拘置支所（収容定数45人・大田原市）

廃庁に伴い、いずれも喜連川社会復帰促進センターに移管された。